# 575 (číslo)
Pět set sedmdesát pět je přirozené číslo. Následuje po čísle pět set sedmdesát čtyři a předchází číslu pět set sedmdesát šest. Římskými číslicemi se zapisuje DLXXV a řeckými číslicemi φοε.

## Matematika
575 je:
- Deficientní číslo
- Složené číslo
- Palindromické číslo
- Nešťastné číslo

## Astronomie
- (575) Renate je planetka hlavního pásu, kterou objevil v roce 1905 Max Wolf

## Roky
- 575
- 575 př. n. l.